# Mendelbahn
| Mendelbahn (2009) |                             |                                             |                                             |
| Länge | 2,37 km                     |                                             |                                             |
| Maximale Steigung | 64 %                        |                                             |                                             |
| Höhendifferenz | 854 m                       |                                             |                                             |
| Tiefster Punkt | St. Anton-Pfuß 510 m s.l.m. |                                             |                                             |
| Höchster Punkt | Mendelpass 1364 m s.l.m.    |                                             |                                             |
| Betriebsart | elektrisch                  |                                             |                                             |
| Spurweite | 1000 mm                     |                                             |                                             |
| Eröffnung | 1903                        |                                             |                                             |
| \| \| 12,850 \| ehem. Überetscher Bahn von Bozen \| ehem. Überetscher Bahn von Bozen \| \| \| 0,000 \| St. Anton-Pfuß \| 510 m s.l.m. \| \| \| \| \| \| \| \| \| Kalterer Höhenweg (nur zum Aussteigen) \| \| \| \| 1,185 \| Ausweichstelle in der Streckenmitte \| Ausweichstelle in der Streckenmitte \| \| \| \| Viadukt \| \| \| \| \| \| \| \| \| \| \| \| \| \| 2,370 \| Mendelpass \| 1364 m s.l.m. \| \| \| 23,549 \| ehem. Lokalbahn Dermulo–Mendel nach Dermulo \| ehem. Lokalbahn Dermulo–Mendel nach Dermulo \| |                             |                                             |                                             |
| Kopfbahnhof Streckenende und quer (Strecke außer Betrieb) | 12,850                      | ehem. Überetscher Bahn von Bozen            | ehem. Überetscher Bahn von Bozen            |
| Kopfbahnhof Streckenanfang | 0,000                       | St. Anton-Pfuß                              | 510 m s.l.m.                                |
| Tunnel |                             |                                             |                                             |
| Bahnhof |                             | Kalterer Höhenweg (nur zum Aussteigen)      | Kalterer Höhenweg (nur zum Aussteigen)      |
| | 1,185                       | Ausweichstelle in der Streckenmitte         | Ausweichstelle in der Streckenmitte         |
| Brücke |                             | Viadukt                                     | Viadukt                                     |
| Brücke |                             |                                             |                                             |
| Tunnel |                             |                                             |                                             |
| Kopfbahnhof Streckenende | 2,370                       | Mendelpass                                  | 1364 m s.l.m.                               |
| Kopfbahnhof Streckenende und quer (Strecke außer Betrieb) | 23,549                      | ehem. Lokalbahn Dermulo–Mendel nach Dermulo | ehem. Lokalbahn Dermulo–Mendel nach Dermulo |

Die Mendelbahn (italienisch Funicolare della Mendola) ist eine Standseilbahn in Südtirol. Sie führt von der Fraktion St. Anton-Pfuß in Kaltern hinauf auf den Mendelpass und ist Teil des Verkehrsverbunds Südtirol. Die Bahn überwindet heute auf 2370 Meter Streckenlänge in zwölf Minuten Fahrzeit einen Höhenunterschied von 854 Metern. Sie beginnt auf einer Höhe von 510 m, die Bergstation liegt auf 1364 Metern. Die durchschnittliche Steigung liegt bei 39 %. 

## Geschichte
Am 19. Oktober 1903 ging die Mendelbahn offiziell in Betrieb. Der wohl berühmteste Gast der Bahn war Kaiser Franz Josef, der 1905 zu den großen Militärmanövern in das Nonstal unterwegs war. Ab 1916 wurde die Mendelbahn ausschließlich für militärische Zwecke genutzt. Nach der Angliederung Südtirols an Italien blieben die österreichischen Gäste, vor allem aus den höheren Gesellschaftskreisen, aus. Dadurch verlor die Mendel als Luftkurort der „höheren Kreise“ stark an Bedeutung. Bis 1934 gab es die Möglichkeit, auf der Passhöhe in die Lokalbahn Dermulo–Mendel umzusteigen und weiter Richtung Nonstal und Trient zu fahren.
Bemerkenswert ist, dass sich die Mendelbahn trotz des Baus der Autostraße behaupten konnte: Während die als Zubringer von Bozen dienende Überetscher Bahn 1963 aufgelassen wurde, blieb die Standseilbahn weiter in Betrieb. 1983 musste der Betrieb wegen gravierender sicherheitstechnischer Mängel eingestellt werden. Erst 1988 wurde der Verkehr nach einer Totalsanierung der Strecke mit zwei neuen Wagen wieder aufgenommen.
Die Bahn befindet sich seit 1993 im Eigentum der Südtiroler Transportstrukturen (STA). 2009 wurden zwei neue Wagen mit gläsernem Panoramadach erworben, barrierefreie Zugänge sowie eine Bedarfshaltestelle auf halber Höhe als direkte Anbindung zum Kalterer Höhenweg geschaffen. An Wochenenden und in der Tourismussaison können Fahrgastzahlen von weit über 1000 beförderten Personen täglich verbucht werden. Nachdem die Mendelbahn lange Jahre durch die SAD Nahverkehr betrieben wurde, übernahmen die STA im Jahr 2021 selbst die Führung.

## Beschreibung der Strecke
Auf der Strecke zwischen Tal- und Bergstation mit einem Höhenunterschied von 854 m beträgt die Höchststeigung im oberen Bereich 64 Prozent. Damit war die Bahn lange Zeit die steilste Bahn in Europa und die Bergbahn mit größten Höhenunterschied mit einer einzigen Seillänge. Die Neigung nimmt im mittleren Streckenabschnitt kontinuierlich zu. Die Spurweite beträgt 1000 mm. Die Strecke weist auf ihrer Länge von 2370 m insgesamt fünf Bögen auf. Der große Viadukt etwa in Streckenmitte hat eine Länge von 110 m und eine Höhe von 16 m. Für die sieben gewölbten Öffnungen wurden rund 6000 Kubikmeter Mauerwerk verbaut. Der kleine Viadukt, mit 200 Kubikmetern Beton erbaut, ist 50 m lang und weist zwei gewölbte Öffnungen auf. Die zwei Tunnel der Strecke haben Längen von 70 bzw. 69 m. Im unteren Abschnitt der Strecke in St. Anton existierten zwei zum Überqueren der Strecke gebaute Zugbrücken. Die Begegnungsstelle in Streckenmitte ist 116 m lang und mit zwei zungenlosen Abtschen Weichen ausgerüstet.
Die Fahrzeit betrug ursprünglich 32 Minuten bei einer Geschwindigkeit von 1,2 Metern pro Sekunde, seit 1988 zwölf Minuten bei 4 m/s. Die Förderleistung lag einst bei 100 Personen pro Stunde, aktuell bei 360. Jeder Wagen bietet ein Fassungsvermögen von 80 Personen bei 24 Sitzplätzen. Als absolute technische Neuheiten galten 1903 die elektrische Signal- und die mobile Telefonanlage.

## Sonstiges
Mit der Mendelbahn in einer historischen Abbildung auf einer Sonderpostmarke im Wert von 65 Cent, Erscheinungsdatum: 8. Mai 2010, würdigte die Österreichische Post die ursprüngliche Pionierleistung.

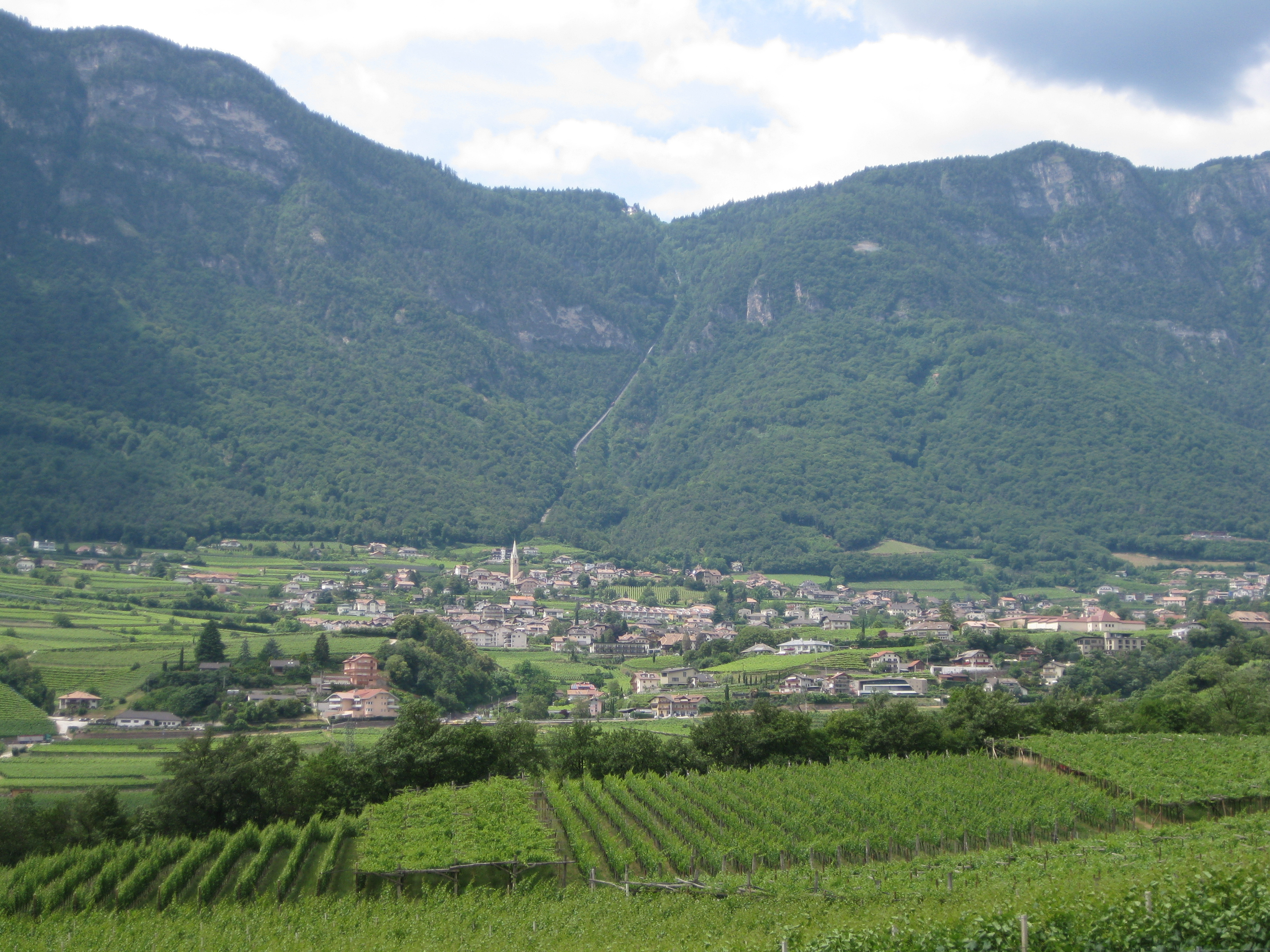
Kaltern, der Mendelpass und die Trasse
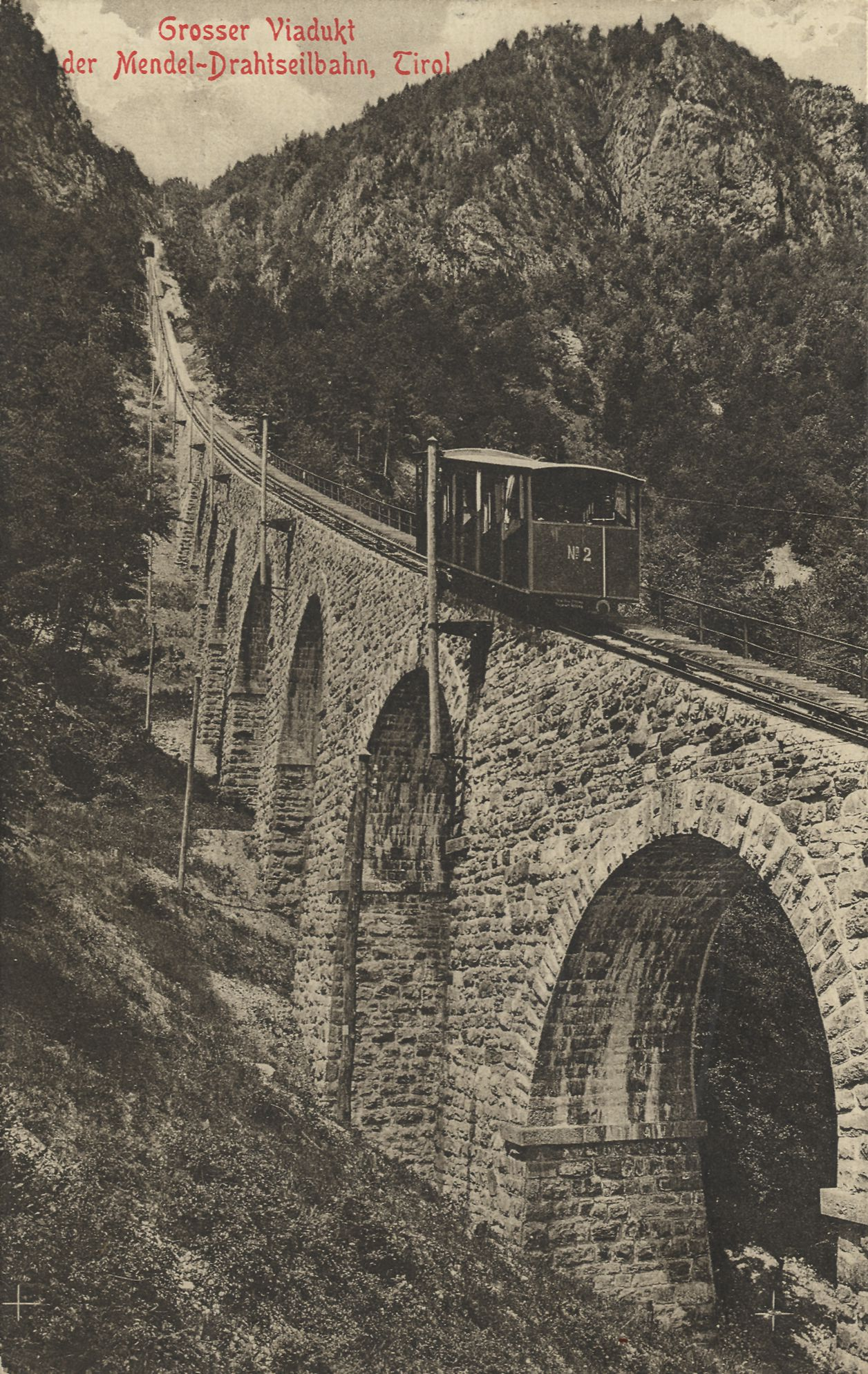
Großer Viadukt mit einem Wagen um 1905
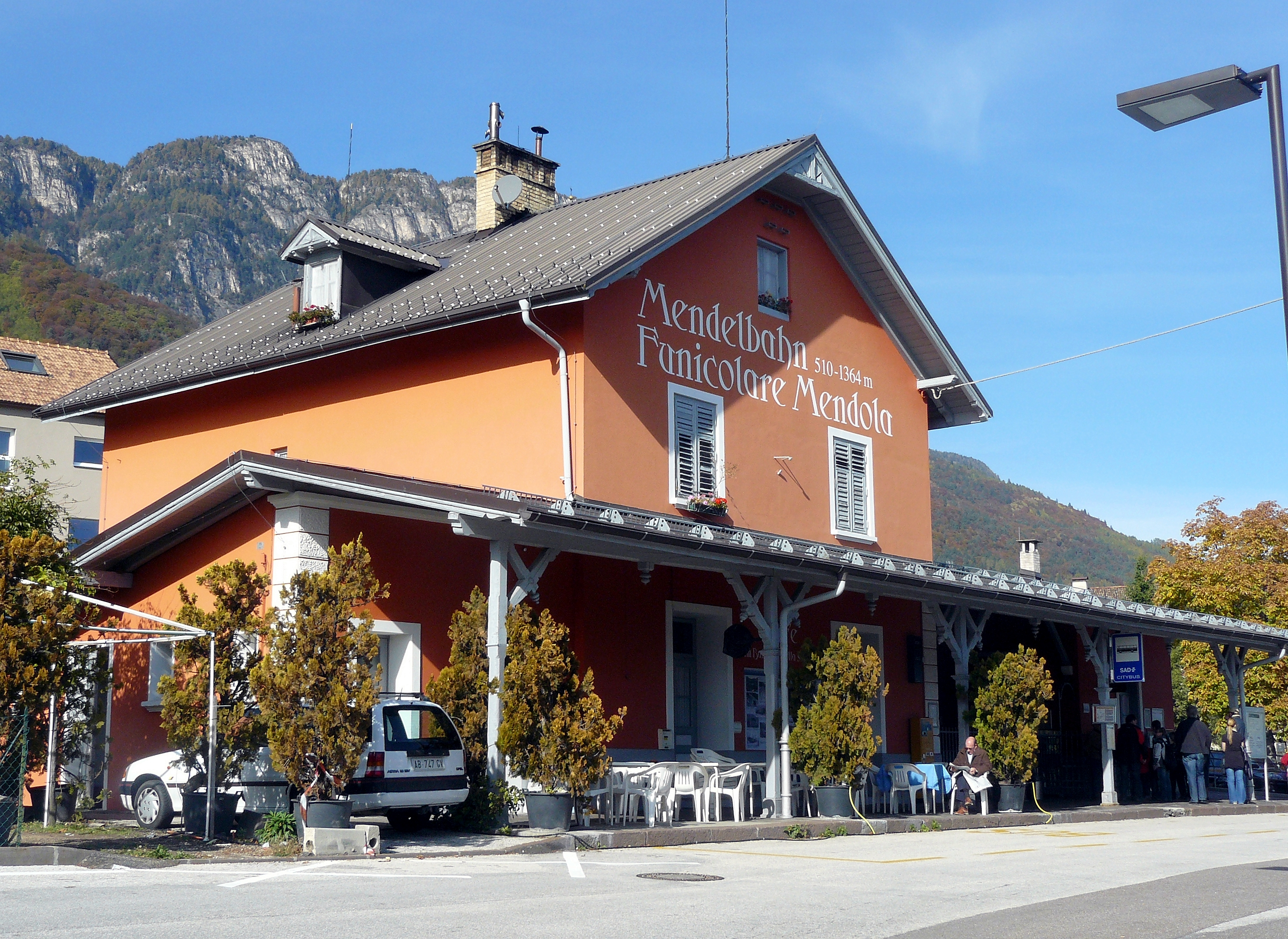
Die Talstation St. Anton
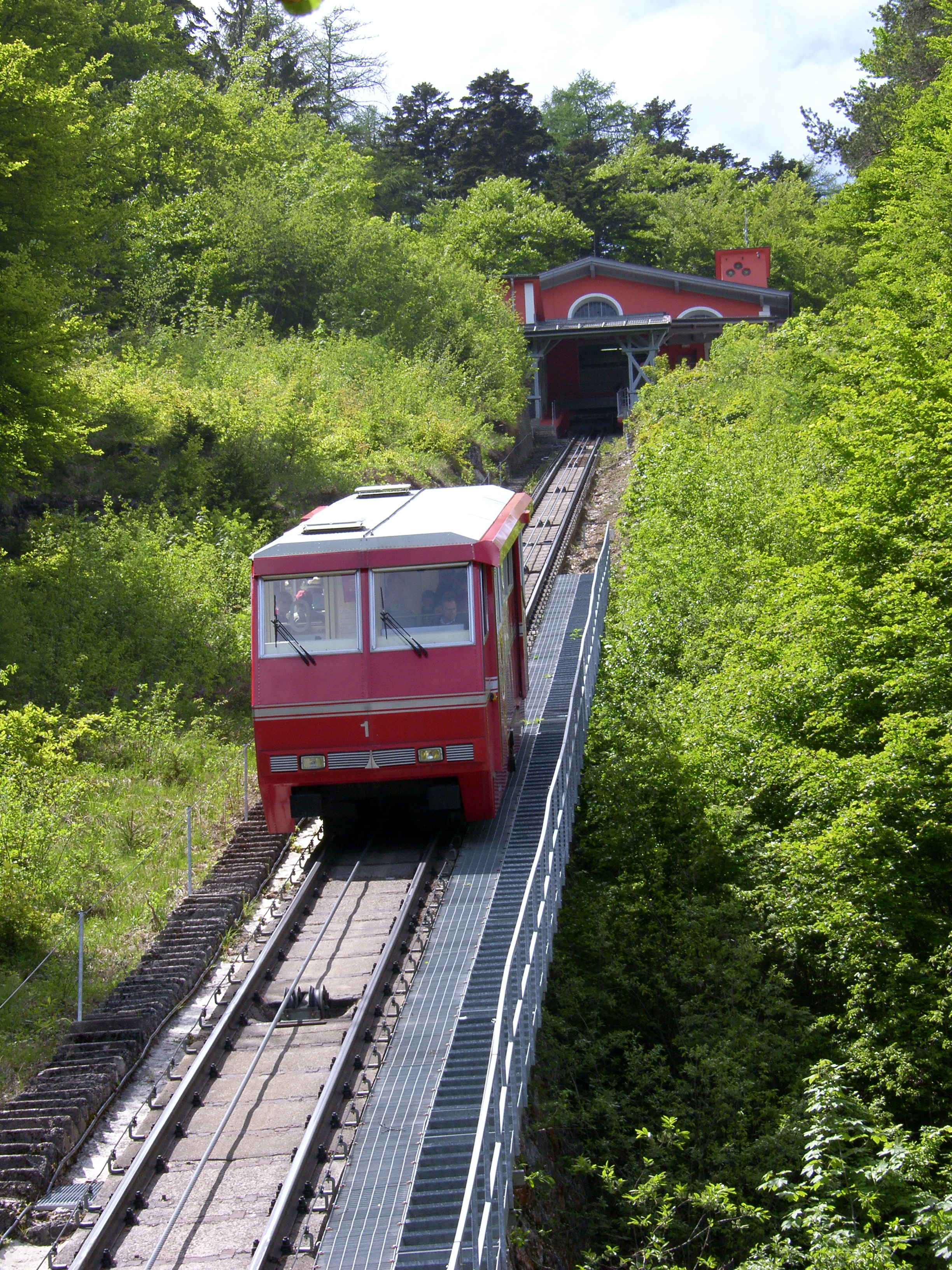
Ein Wagen vor 2009 an der Bergstation
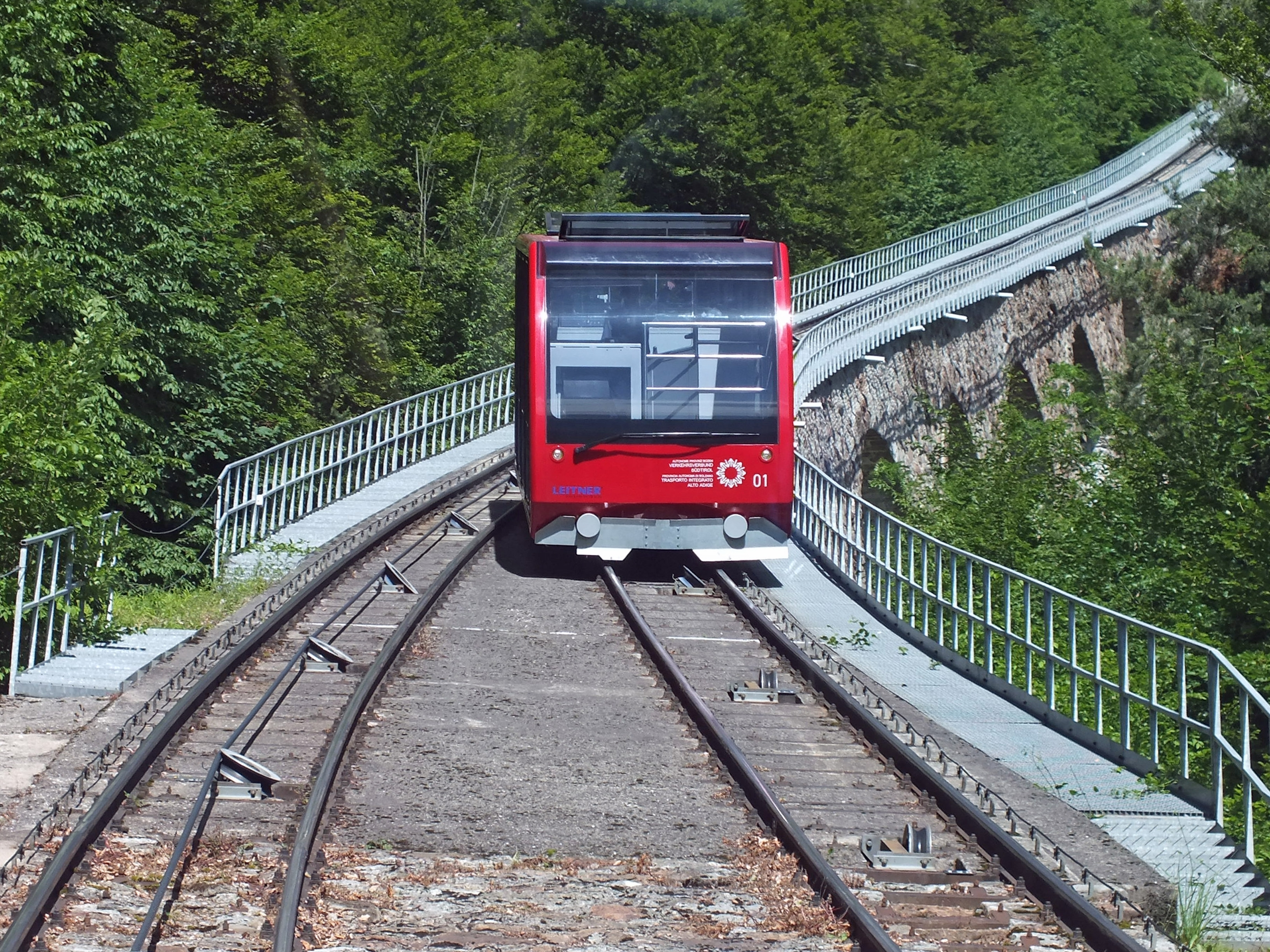
Ein Wagen neuer Bauart an der Kreuzungsstelle
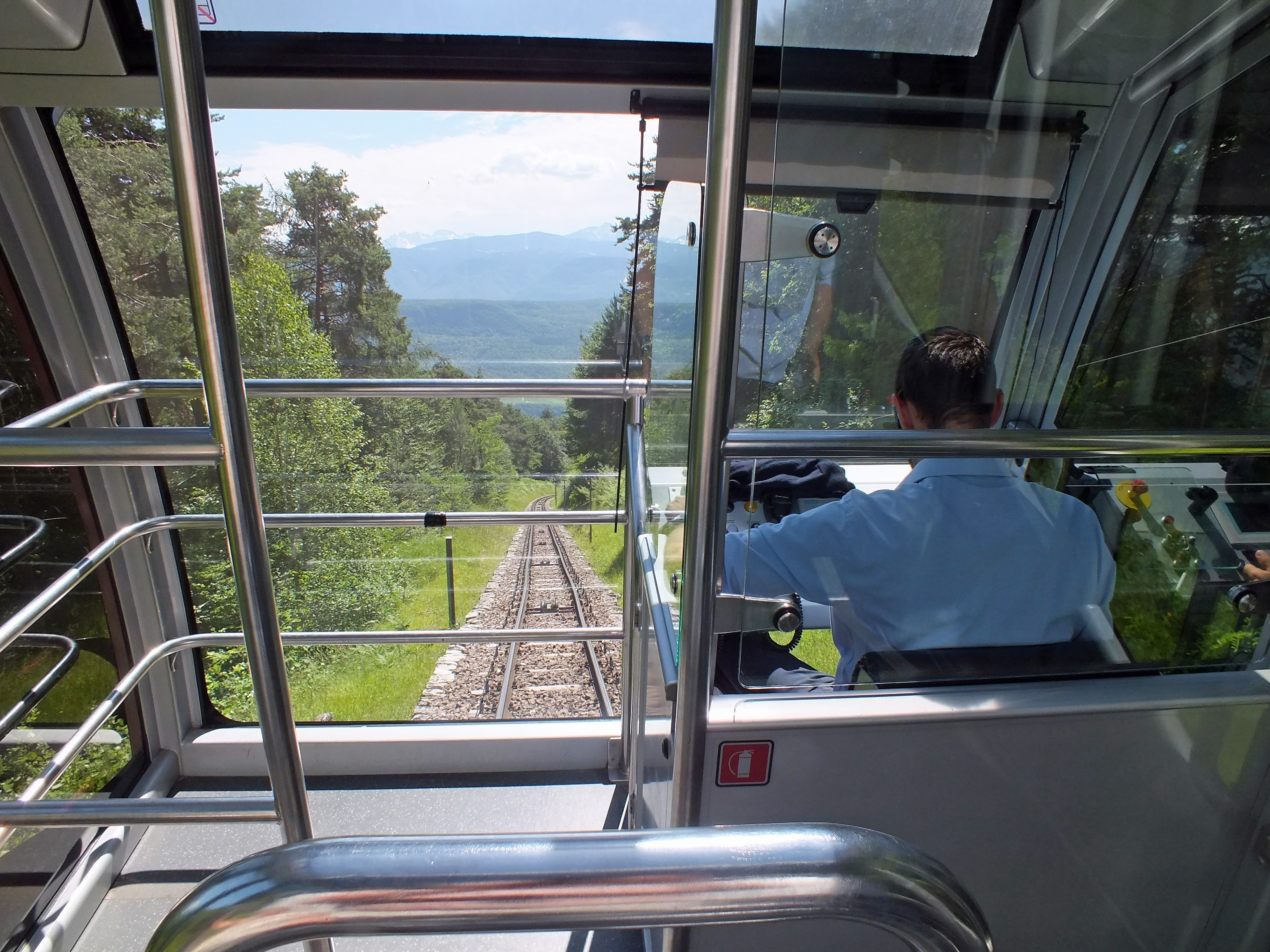
Am Führerstand bei einer Talfahrt
- Fahrt mit der Mendelbahn, 2× beschleunigt